# Keith Yandle
Keith Yandle (* 9. září 1986, Boston, Massachusetts, USA) je bývalý americký profesionální hokejový obránce, který v severoamerické NHL odehrál přes 1 100 zápasů za týmy Phoenix Coyotes, New York Rangers, Florida Panthers a Philadelphia Flyers. Během sezóny 2021/22, která byla jeho poslední, překonal v dresu Flyers ligový rekord v počtu utkání, ke kterým nastoupil bez vynechání. Celkem odehrál 989 zápasů v řadě.

## Úspěchy

### Individuální úspěchy
- CHL Defenceman of the Year – 2005/06
- CHL 1. All-Star Team – 2005/06
- Emile Bouchard Trophy – 2005/06
- QMJHL 1. All-Star Team – 2005/06
- Nejproduktivnější obránce QMJHL – 2005/06
- AHL All-Star Game – 2007/08
- NHL All-Star Game – 2010/11

## Klubové statistiky
| Sezona     | Klub                 | Soutěž     | Základní část | Základní část | Základní část | Základní část | Základní část | Play off | Play off | Play off | Play off | Play off |
| Sezona     | Klub                 | Soutěž     | Z             | G             | A             | B             | TM            | Z        | G        | A        | B        | TM       |
| ---------- | -------------------- | ---------- | ------------- | ------------- | ------------- | ------------- | ------------- | -------- | -------- | -------- | -------- | -------- |
| 2005–06    | Moncton Wildcats     | QMJHL      | 66            | 25            | 59            | 84            | 109           | 21       | 6        | 14       | 20       | 36       |
| 2006–07    | San Antonio Rampage  | AHL        | 69            | 6             | 27            | 33            | 97            | —        | —        | —        | —        | —        |
| 2006–07    | Phoenix Coyotes      | NHL        | 7             | 0             | 2             | 2             | 8             | —        | —        | —        | —        | —        |
| 2007–08    | San Antonio Rampage  | AHL        | 30            | 1             | 14            | 15            | 80            | 5        | 0        | 0        | 0        | 8        |
| 2007–08    | Phoenix Coyotes      | NHL        | 43            | 5             | 7             | 12            | 14            | —        | —        | —        | —        | —        |
| 2008–09    | Phoenix Coyotes      | NHL        | 69            | 4             | 26            | 30            | 37            | —        | —        | —        | —        | —        |
| 2009–10    | Phoenix Coyotes      | NHL        | 82            | 12            | 29            | 41            | 45            | 7        | 2        | 3        | 5        | 4        |
| 2010–11    | Phoenix Coyotes (A)  | NHL        | 82            | 11            | 48            | 59            | 68            | 4        | 0        | 5        | 5        | 0        |
| 2011–12    | Phoenix Coyotes (A)  | NHL        | 82            | 11            | 32            | 43            | 51            | 16       | 1        | 8        | 9        | 10       |
| 2012–13    | Phoenix Coyotes (A)  | NHL        | 48            | 10            | 20            | 30            | 54            | —        | —        | —        | —        | —        |
| 2013–14    | Phoenix Coyotes (A)  | NHL        | 82            | 8             | 45            | 53            | 63            | —        | —        | —        | —        | —        |
| 2014–15    | Arizona Coyotes (A)  | NHL        | 63            | 4             | 37            | 41            | 32            | —        | —        | —        | —        | —        |
| 2014–15    | New York Rangers     | NHL        | 21            | 2             | 9             | 11            | 8             | 19       | 2        | 9        | 11       | 10       |
| 2015–16    | New York Rangers     | NHL        | 82            | 5             | 42            | 47            | 40            | 5        | 1        | 0        | 1        | 2        |
| 2016–17    | Florida Panthers     | NHL        | 82            | 5             | 36            | 41            | 39            | —        | —        | —        | —        | —        |
| 2017–18    | Florida Panthers (A) | NHL        | 82            | 8             | 48            | 56            | 35            | —        | —        | —        | —        | —        |
| 2018–19    | Florida Panthers (A) | NHL        | 82            | 9             | 53            | 62            | 50            | —        | —        | —        | —        | —        |
| 2019–20    | Florida Panthers     | NHL        | 69            | 5             | 40            | 45            | 20            | 4        | 0        | 3        | 3        | 0        |
| 2020–21    | Florida Panthers (A) | NHL        | 56            | 3             | 24            | 27            | 38            | 3        | 0        | 2        | 2        | 0        |
| 2021–22    | Philadelphia Flyers  | NHL        | 77            | 1             | 18            | 19            | 14            | —        | —        | —        | —        | —        |
| NHL celkem | NHL celkem           | NHL celkem | 1109          | 103           | 516           | 619           | 616           | 58       | 6        | 30       | 36       | 26       |

### Reprezentační statistiky
| 2010   | USA    | MS     | 6 | 1 | 3 | 4 | 0 |
| Celkem | Celkem | Celkem | 6 | 1 | 3 | 4 | 0 |